# Leïla Martial

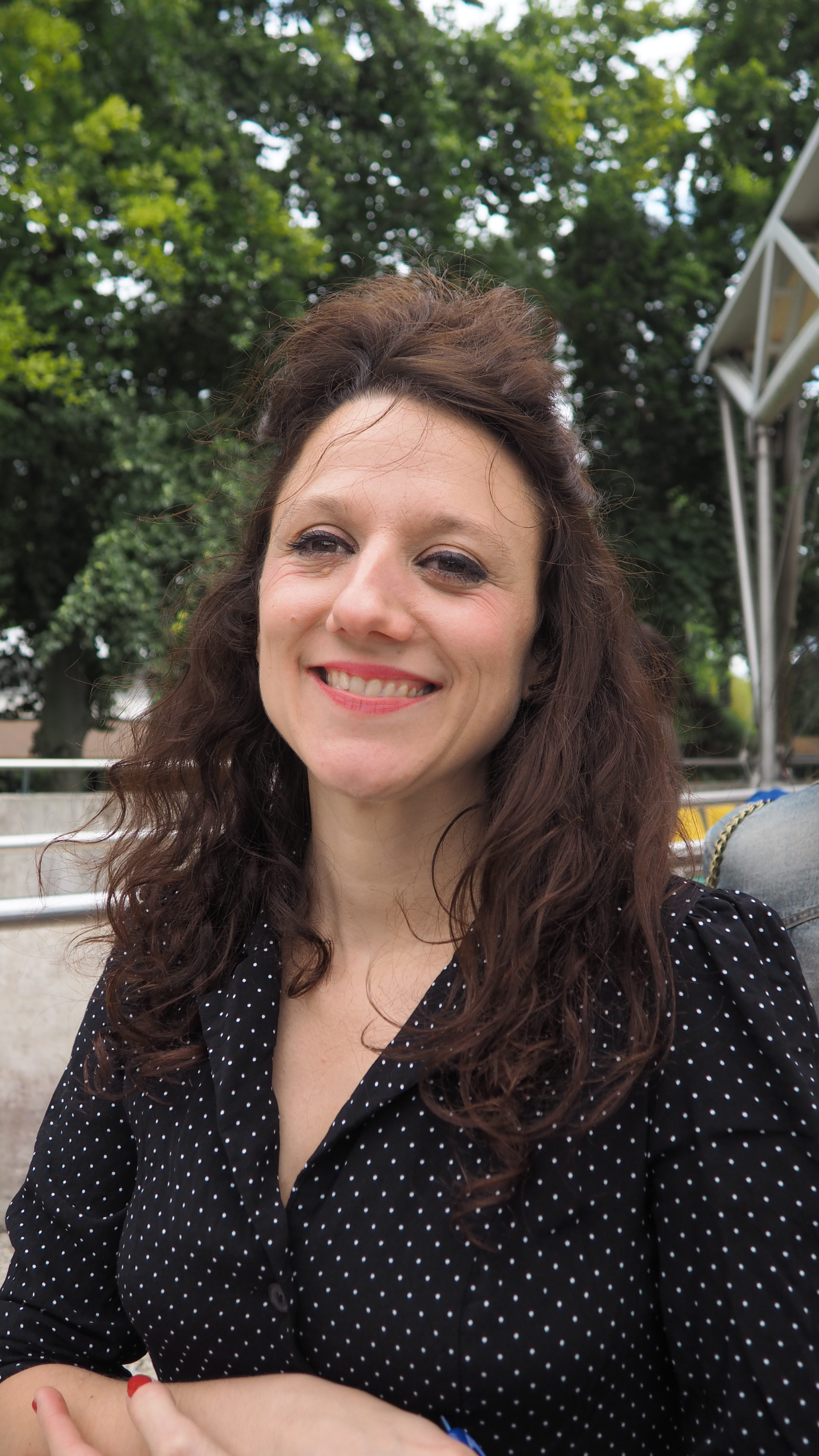
Leïla Martial (Paris Jazz Festival 2019)

Leïla Martial (* 16. März 1984 in Castres) ist eine französische Jazzsängerin.

## Leben und Wirken
Martial ist die Tochter einer Opernsängerin und eines klassischen Oboisten. Mit fünf Jahren spielte sie Klavier; mit zehn wurde sie in das Collège de jazz de Marciac aufgenommen. Mit 17 Jahren nahm sie ihr Gesangsstudium am Musikkonservatorium in Toulouse auf, das sie drei Jahre später abschloss. Sie begann sich mit Jazzimprovisation zu beschäftigen; sie zählt Gypsy-Jazz als auch Chansons, Jazzvokalisten wie Betty Carter und zeitgenössische Komponisten wie Steve Reich und Arvo Pärt zu ihren Einflüssen. 2007 gründete sie ein Quartet mit Eric Perez (Schlagzeug), Jean-Christophe Jacques (Saxophone) und Laurent Chavoit (Bass). Sie arbeitete ferner mit Céline Bonacina, 2009 mit Tony Tixier (Parallel Worlds), 2012 mit Yann Pittard bei der Filmmusik zu De l’usage du sextoy en temps de crise. 2012 legte sie ihr Debütalbum Dance Floor vor; 2013 gastierte sie bei Jazz in Marciac. Vincent Peirani lud sie zum SWR Jazz Meeting 2013 ein, mit seinem Quintett Living Being zu musizieren. Ihr Album Baabel erschien 2016 beim Label Laborie mit dem Trio Baa Box. Im Trio Baa Box (das sie mit dem Gitarristen Pierre Tereygeol und dem Perkussionisten Eric Perez bildet) gehörte sie zu den Sensationen auf den Festivals 2018; 2019 erschien das Album Warm Canto, das sich mit den Gesängen der Inuit beschäftigt. Auch ist sie auf Anne Paceos Album Circle, auf Rituels des Orchestre National de Jazz und auf Maria Chiara Argiròs Album The Hidden Seas zu hören.
In den frühen 2020er-Jahren ist Martial nicht nur im Trio Baa Box, sondern auch im Duo Fil mit dem Cellisten Valentin Ceccaldi unterwegs. Gemeinsam legten sie 2023 das Album Le jardin des délices (BMC Records) vor, das sie bei der Jazzahead 2024 vorstellten. Sie orientiert sich in ihrem Gesangsstil weniger am klassischen Jazzgesang, sondern versteht ihre Stimme als Instrument.

## Preis und Auszeichnungen
2009 gewann Martial gewann beim Concours de la Défense als Solistin den ersten und mit ihrem Quartett als Gruppe den dritten Platz. Beim Wettbewerb von Crest jazz vocal 2013 kam sie auf den ersten Platz. 2019 wurde ihr Album Warm Canto mit dem Prix du Jazz Vocal der Académie du Jazz ausgezeichnet.